# Obermoräne

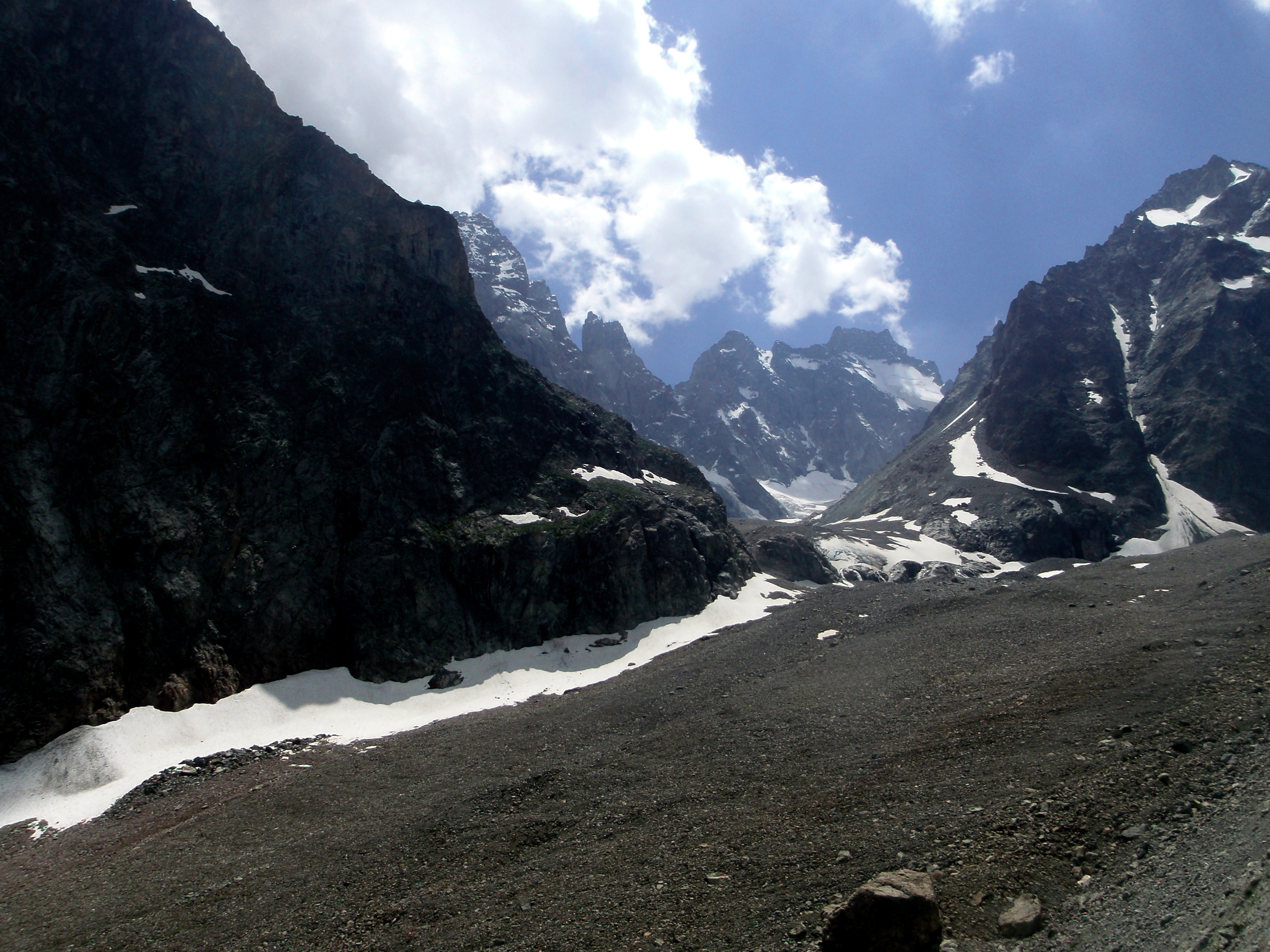
Der Glacier Noir im Écrins-Massiv mit seiner Obermoräne.

Als Obermoräne werden die bei einem Gletscher an der Oberfläche abgelagerten Schuttmassen bezeichnet. Die Obermoräne gehört zu den bewegten Moränen und ist vor allem im Zehrgebiet abschmelzender Gletscher zu finden. Vereinzelt bedecken Obermoränen die gesamte Oberfläche und machen die Eismassen nur am Gletschertor, Brüchen oder Spalten sichtbar. Das von ihnen transportierte Material wird im Gegensatz zu anderen Moränenarten kaum glazial bearbeitet und bleibt daher meist kantiger, grober Schutt.
Durch den aufliegenden Schutt kann es zu bizarren Oberflächenformen des Gletschereises kommen, so etwa zu Gletschertischen.
Die nach dem Abschmelzen eines Gletschers im Gletscherbett abgelagerte ehemalige Obermoräne wird als Ablationsmoräne bezeichnet.